# Plagiotremus
Plagiotremus là một chi cá biển trong họ Cá mào gà. Chi này được lập bởi Gill vào năm 1865. Các loài Plagiotremus có phân bố trải rộng trên vùng Ấn Độ Dương-Thái Bình Dương.

## Từ nguyên
Tên chi được ghép bởi hai âm tiết trong tiếng Hy Lạp cổ đại: plágios (πλάγιος; "xiên, chéo") và trêma (τρῆμα; "lỗ, hốc"), hàm ý đề cập đến miệng có thể há rất rộng của P. spilistius, với hàm dưới khi khép lại sẽ xiên lên trên.

## Các loài
Hiện có 10 loài được công nhận là hợp lệ trong chi này, bao gồm:
- Plagiotremus azaleus (Jordan & Bollman, 1890)
- Plagiotremus ewaensis (Brock, 1948)
- Plagiotremus goslinei (Strasburg, 1956)
- Plagiotremus iosodon Smith-Vaniz, 1976[3]
- Plagiotremus laudandus (Whitley, 1961)
- Plagiotremus phenax Smith-Vaniz, 1976[3]
- Plagiotremus rhinorhynchos (Bleeker, 1852)
- Plagiotremus spilistius Gill, 1865
- Plagiotremus tapeinosoma (Bleeker, 1857)
- Plagiotremus townsendi (Regan, 1905)

## Mô tả chung
Vây lưng có khoảng 6–12 gai, 25–61 tia mềm; vây hậu môn có 2 gai, 19–58 tia mềm; vây ngực thường có 11–14 tia; vây bụng rất nhỏ hoặc tiêu biến; vây đuôi có 11 tia. Răng ở trước hàm trên có khoảng 18–44 cái (không có răng nanh), còn răng hàm dưới có khoảng 20–87 cái (có răng nanh ở mỗi bên).

## Bắt chước
Tất cả các loài Plagiotremus đều là những loài chuyên ăn chất nhầy, mô thượng bì và vảy cá khác, nhờ vào bộ răng được tiến hóa cho mục đích đó. Một số loài Plagiotremus còn bắt chước kiểu màu của chi mào gà khác là Meiacanthus. Nhờ vào cặp răng nanh có nọc độc này mà các loài săn mồi khác gần như né tránh Meiacanthus. Do đó, sự bắt chước giữa Plagiotremus và Meiacanthus là một ví dụ cho bắt chước kiểu Bates.
Các cặp loài bắt chước/loài kiểu mẫu được biết đến ở Plagiotremus / Meiacanthus:
- P. townsendi / Meiacanthus nigrolineatus
- P. phenax / Meiacanthus smithi
- P. laudandus / Meiacanthus atrodorsalis (kiểu hình lam xám); Meiacanthus oualanensis và Meiacanthus tongaensis (kiểu hình vàng tươi).